# Liste der Könige von Lagaš
Diese Liste enthält die Könige der südmesopotamischen Stadt Lagaš (um 2550–2110 v. Chr.).

## 1. Dynastie oder Ur-Nanše Dynastie (um 2550–2371 v. Chr.)
- Enheĝal (um 2550 v. Chr., Vizekönig des Mesalim von Kisch)
- Lugal-šag4-engur (um 2520 v. Chr.)
- Ur-Nanše (um 2480 v. Chr., mittlere Chronologie: 2520 v. Chr.)
- Aja-kurgal (um 2450 v. Chr., mittlere Chronologie: 2490 v. Chr.), Sohn Ur-Nanšes
- E-ana-tum (um 2445 v. Chr., mittlere Chronologie: 2470 v. Chr.), Sohn Aja-kurgals
- En-ana-tum I. (um 2440 v. Chr., mittlere Chronologie: 2450 v. Chr.), Sohn Aja-kurgals
- En-metena (um 2400 v. Chr., mittlere Chronologie: 2430 v. Chr.), Sohn En-ana-tums I.
- En-ana-tum II. (um 2390 v. Chr., mittlere Chronologie: 2400 v. Chr.), Sohn En-metenas
- En-entar-zi (um 2385 v. Chr., mittlere Chronologie: 2380 v. Chr.), Sohn En-ana-tums II.
- Lugal-anda (ca. 2384 – ca. 2378 v. Chr., mittlere Chronologie: 2370 v. Chr.)
- Urukagina (ca. 2378 – ca. 2371 v. Chr., mittlere Chronologie: 2350 v. Chr.)
- Lugal-Zagesi (ca. 2371 – ca. 2347 v. Chr., mittlere Chronologie: ca. 2340–2316 v. Chr.[1][2][3], auch König von Uruk und Umma)

2347 v. Chr. (2316 v. Chr. nach mittlerer Chronologie) fiel Lagaš an das Großreich von Akkad.
Quelle:

## Ensiszur Zeit der Akkader undGutäerherrschaft
- Ki-ku-id (um 2260 v. Chr.)
- Engilsa (um 2250 v. Chr.)
- Ur-a (um 2230 v. Chr.)
- Lugaluschumgal (um 2200 v. Chr.)
- Puzur-Mama
- Ur-Utu
- Ur-Mama
- Lu-Baba
- Lugula
- Kaku

## 2. Dynastie
- Ur-Baba (ca. 2164–ca. 2144 v. Chr.)
- Gudea (ca. 2144–ca. 2124 v. Chr.)
- Urningirsu (ca. 2124–ca. 2118 v. Chr.)
- Pirigme (ca. 2118–ca. 2117 v. Chr.)
- Ur-Gar (ca. 2118–ca. 2113 v. Chr.)
- Nammahani (ca. 2113–ca. 2110 v. Chr.)

2110 v. Chr. fiel Lagaš an das Großreich der 3. Dynastie von Ur.